# Гиш, Дороти
Дороти Элизабет Гиш (англ. Dorothy Elizabeth Gish, 11 марта 1898, Massillon, Старк, Огайо, США — 4 июня 1968, Рапалло, Генуя, Лигурия, Италия) — американская актриса, сестра Лиллиан Гиш.

## Биография
Дороти Гиш родилась в Дейтоне 11 марта 1898 года в семье Джеймса Ли Гиша и Мэри Робинсон МакКоннелл, где помимо неё была и старшая дочь — Лиллиан. После того как их отец бросил семью, матери пришлось много работать, в том числе и в качестве актрисы, чтобы содержать дочерей.
Актёрская карьера сестёр Гиш началась в 1912 году, после того, как их подруга Мэри Пикфорд, представила их директору киностудии Biograph Studios Д. У. Гриффиту. Их совместный дебют в кино состоялся в том же году в фильме «Невидимый враг» и в дальнейшем, за годы своей карьеры, Дороти появилась более чем в сотне фильмов, во многих из которых так же играла и её старшая сестра.

## Избранная фильмография

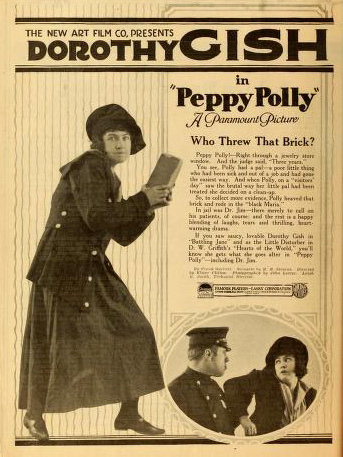
Реклама немого фильма «Peppy Polly» (1919), США

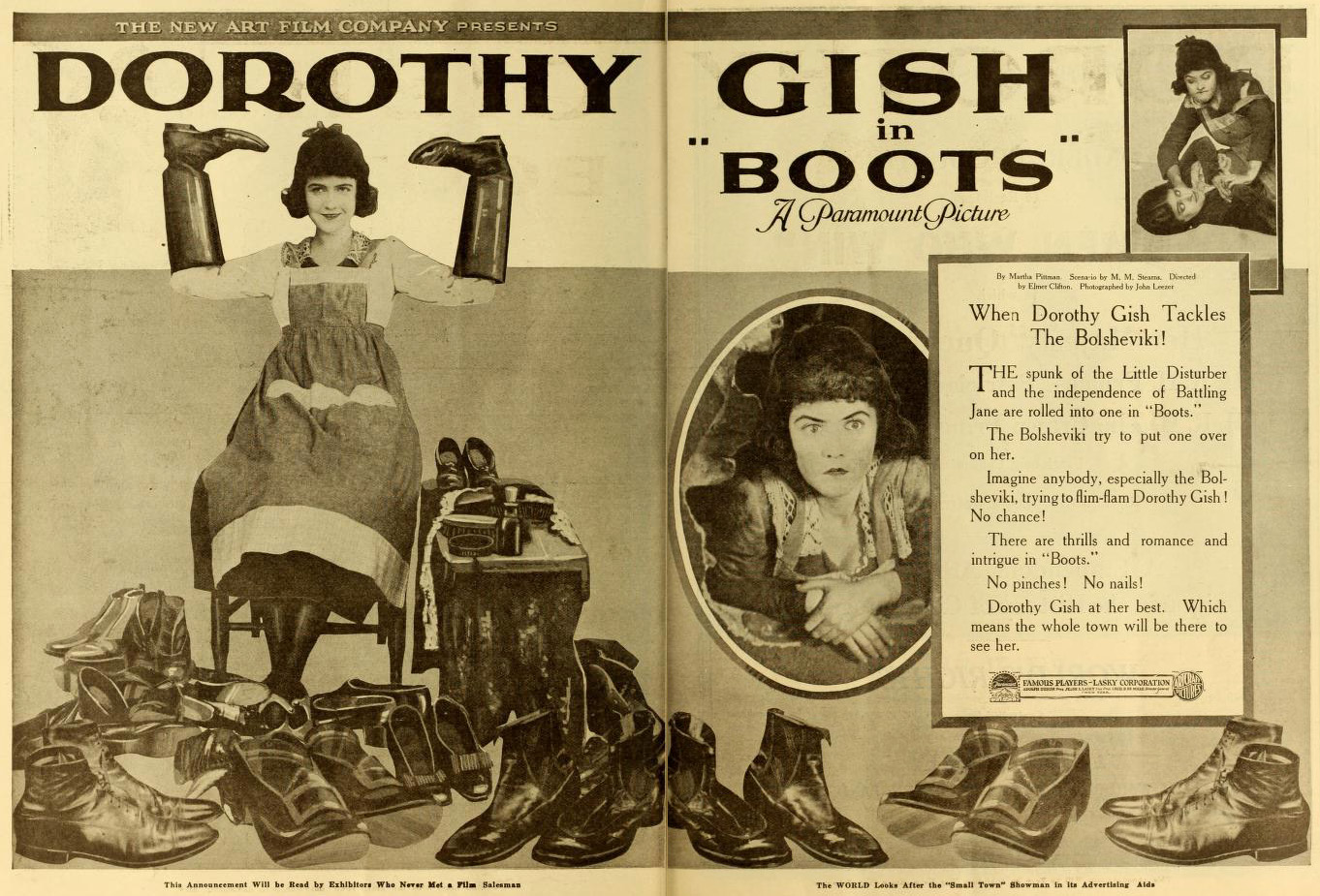
Реклама немого фильма «Boots» (1919), США

- 1912 — Невидимый враг / An Unseen Enemy
- 1912 — Любительница румян — красотка на «Фестивале мороженого»
- 1912 — Мушкетёры аллеи Пиг / Musketeers of Pig alley
- 1912 — Нью-йоркская шляпка — нет в титрах
- 1913 — Юдифь из Бетулии

### на английском языке
- Casselton, Harold (Editor) (1986). Remembering Dorothy Gish: Lillian Gish, Edward Wagenknight, Anthony Slide. Minnesota, Minneapolis: The Society for Cinephiles, 20 pages.
- Collins, Bill and Collins, William J. (1987). Bill Collins Presents the Golden Years of Hollywood. South Melbourne: Sun Books/ MacMillan, 248 pages, ill. ISBN 978-0-3334-5069-7
- Croy, Homer (1959). Star Maker: The Story of D. W. Griffith. New York: Duell, Sloan and Pearce, 210 pages. ISBN 978-1-1995-2785-1
- Kashner, Sam; Macnair, Jennifer (2003). The bad & the beautiful: Hollywood in the fifties. W. W. Norton & Company, 382 pages. ISBN 978-0-3933-2436-5
- Gish, Lillian (1973). Dorothy and  Lillian Gish. New York: Charles Scribner's Sons, 312 pages, ill. ISBN 978-0-6841-3571-7
- Monush, Barry (2003). The Encyclopedia of Hollywood Film Actors: From the Silent Era to 1965, Volume 1. Applause Theatre & Cinema Books, 832 pages. ISBN 978-1-5578-3551-2
- Ragan, David (1976). Who’s Who in Hollywood, 1900—1976. New Rochelle, New York: Arlington House, 864 pages. ISBN 978-0-8700-0349-3
- Slide, Anthony (1973). The Griffith Actresses. New York: A. S. Barnes & Company, 181 pages. ISBN 978-0-4980-1018-7